# Cantonul Courçon
Cantonul Courçon este un canton din arondismentul La Rochelle, departamentul Charente-Maritime, regiunea Poitou-Charentes, Franța.

## Comune
- Angliers
- Benon
- Courçon (reședință)
- Cramchaban
- Ferrières
- La Grève-sur-Mignon
- Le Gué-d'Alleré
- La Laigne
- Nuaillé-d'Aunis
- La Ronde
- Saint-Cyr-du-Doret
- Saint-Jean-de-Liversay
- Saint-Sauveur-d'Aunis
- Taugon